# أرز قصير الأوراق
أرز قصير الأوراق أو الأرز القبرصي (الاسم العلمي:Cedrus brevifolia) هو نوع من النباتات يتبع جنس الأرز من الفصيلة الصنوبرية.

## البيئة والانتشار
موطنه جبال جزيرة قبرص.